# سیدخان (روستا)
سیدخان، روستایی است از توابع بخش میان‌کنگی شهرستان زابل در استان سیستان و بلوچستان ایران.

## جمعیت
این روستا در دهستان جهان‌آباد قرار داشته و براساس سرشماری سال ۱۳۸۵جمعیت آن ۱۲۱نفر (۲۶خانوار) بوده‌است.